# Spilosoma intercisa
Spilosoma intercisa är en fjärilsart som beskrevs av Kirby 1892. Spilosoma intercisa ingår i släktet Spilosoma och familjen björnspinnare. Inga underarter finns listade i Catalogue of Life.